# Морган ап Гурган
Морган ап Гурган (валл. Morgan ap Gwrgan; VI век) — сын Гургана, правителя Эргинга.

## Биография
Он упоминается в Книге Лландафа со своим братом Карадогом, что их отец Гурган ап Кинфин, король Эргинга, во времена епископа Инабуи, который был двоюродным братом Дифригу (ум. в 546 или в 560 году) и Гургану.
Сестра Моргана, Онбрауст, вышла замуж за короля Гвента Меурига ап Теудрига. Морган также упоминается с неким Ниром ап Гурганом и с королем Мейригом при епископстве Гресиелисе.

У него был сын — святой Андрес.